# Анттонен, Матти
Ма́тти Ка́лерво А́нттонен (фин. Matti Kalervo Anttonen; род. 27 ноября 1957, Турку, Финляндия) — финский дипломат; чрезвычайный и полномочный посол Финляндии в Швеции (2017—2018); в прошлом посол Финляндии в России (2008—2012).

## Биография
Родился 27 ноября 1957 года в городе Турку. По первому образованию — географ. Магистр экономики, магистр общественно-политических наук университета Турку. С 1986 года — на службе в Министерстве иностранных дел Финляндии.

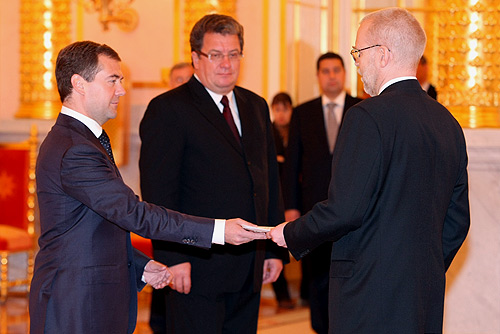
Посол Финляндской Республики Матти Анттонен (крайний справа) вручает верительную грамоту Президенту России Дмитрию Медведеву. Москва, Кремль, 18 сентября 2008 года

Работал в посольстве Финляндии в СССР (1987—1991), затем в постоянном представительстве Финляндии при ООН в Женеве. Руководил отделом по делам России в Министерстве иностранных дел Финляндии (вторая половина 1990-х годов), работал в посольстве Финляндии в США (2002—2006), затем в Министерстве иностранных дел Финляндии координатором по вопросам энергетики и начальником Отдела по делам России.
С июня 2008 по 30 апреля 2012 года был Чрезвычайным и полномочным послом Финляндии в России, сменив на этом посту работавшего в Москве с 2004 года Харри Хелениуса, назначенного послом Финляндии в Германии. За время своей работы Анттонен много ездил по России, посетил почти все российские финно-угорские республики.

Чем лучше будут жить люди в России, тем лучше будет и для нас. Всегда приятно иметь благополучных и хороших соседей.— Матти Анттонен
С мая 2012 года работал директором департамента внешнеэкономических связей МИД Финляндии.
10 ноября 2016 года правительство Финляндии выдвинуло кандидатуру Анттонена на пост чрезвычайного и полномочного посла Финляндии в Швеции. 11 ноября кандидатуру Анттонена утвердил президент Финляндии Саули Нийнистё. 1 января 2017 года Матти Анттонен приступил к исполнению своих обязанностей в качестве посла Финляндии в Швеции.

## Прочее
Хорошо знает русский язык.
Женат. Жена — учитель.
В одном из интервью на вопрос о хобби Анттонен ответил, что его основное хобби — лес: он владеет участком леса, ухаживает за ним; очень любит гулять в лесу, собирать грибы и ягоды.